# Chamaecrista paralias
Chamaecrista paralias là một loài thực vật có hoa trong họ Đậu. Loài này được (Brenan) Lock miêu tả khoa học đầu tiên.